# Benjamin Keleketu
Benjamin Keleketu, född 6 februari 1965, är en friidrottare från Botswana. Han deltog vid olympiska sommarspelen 1992 och olympiska sommarspelen 1996.